# Purgatorio - Canto ottavo

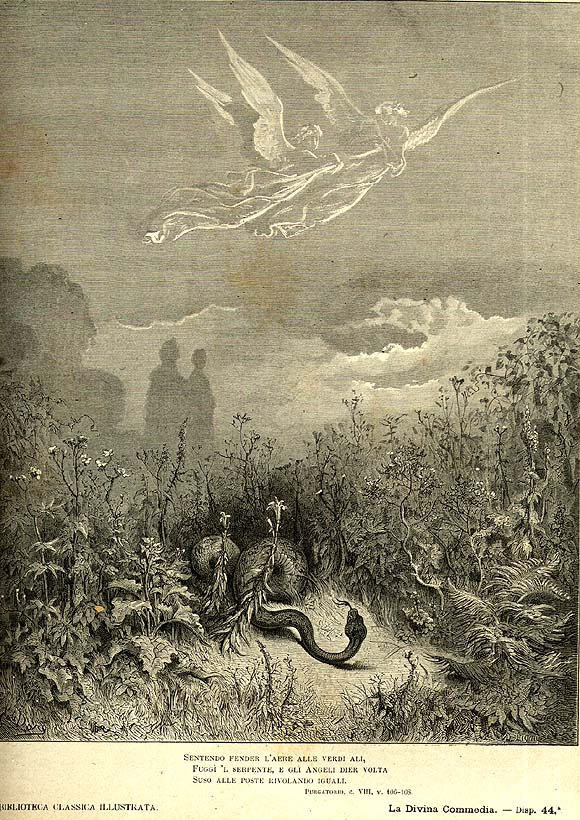
Il serpente, illustrazione di Gustave Doré

Il canto ottavo del Purgatorio di Dante Alighieri si svolge nell'Antipurgatorio, dove le anime dei negligenti (che trascurarono i loro doveri spirituali) attendono di poter iniziare la loro espiazione; siamo alla sera del 10 aprile 1300 (Pasqua), o secondo altri commentatori del 27 marzo 1300.

## Incipit
(Anonimo commentatore dantesco del XIV secolo)

## Temi e contenuti

### Preghiera del tramonto - versi 1-18
È l'ora del tramonto che suscita la nostalgia del navigante all'atto della partenza (è l'ora della compieta), come pure un lontano squillo di campane che sembra annunciare la fine del giorno commuove chi ha intrapreso un viaggio. Dante, nel generale silenzio, osserva un'anima che, levatasi in piedi, con un cenno della mano invita alla preghiera. La stessa, rivolta a oriente, pare che dica a Dio: «Non mi curo che di te!». Poi, seguita dalle altre, intona il "Te lucis ante terminum" in modo così soave da mandare in estasi il poeta.

### Gli angeli guardiani - vv. 19-42
A questo punto il poeta, nell'organizzare lo spettacolo degli angeli, invita il lettore a prestare attenzione alla sottile allegoria che in questo caso è semplice da comprendere (il lettore non deve cercare altri significati per questa allegoria), in quanto il velo che la separa dalla verità è sottile. Vede tutte le anime guardare verso l'alto con un'espressione timorosa e sottomessa, quand'ecco discendere due angeli che brandiscono spade infuocate ma senza punta. Le loro vesti sono verdi come foglie appena nate, così anche le loro ali. Essi si dispongono ai due lati del piccolo avvallamento dove sono raccolte le anime; la penombra permette al poeta di vedere i loro capelli biondi, ma non di distinguere i lineamenti. Sordello informa che le creature celesti vengono dall'Empireo, sede di Maria, a difesa della valle contro il sopraggiungere del serpente. Ma, ignorando da quale parte sarebbe giunta l'insidia demoniaca, Dante si accosta impaurito alle fidate spalle di Virgilio.

### Nino Visconti - vv. 43-84
Su invito di Sordello, Dante scende pochi passi e vede un'anima che dà segno di riconoscerlo; malgrado la crescente oscurità, Dante a sua volta lo riconosce: è Nino Visconti di Pisa, giudice, ossia Re, di Gallura, suo amico, e il poeta si rallegra che non si trovi all'Inferno. Nino Visconti, stupito di vedere Dante, gli chiede quando sia morto; il poeta risponde che è ancora vivo, suscitando stupore e smarrimento in Nino e in Sordello. Visconti si rivolge gridando ad un'altra anima (Corrado Malaspina) perché venga a vedere quale miracolo è stato compiuto da Dio. Poi Nino prega Dante di sollecitare, una volta tornato sulla terra, le preghiere di suffragio di sua figlia Giovanna, dato che la madre di lei, vedova di Nino, è ben presto passata ad altre nozze, dimostrando quanto è volubile l'amore femminile. Ma - commenta giustamente risentito - essa dovrà rimpiangere queste nozze con Galeazzo Visconti, che presto sarà esiliato.

### Le tre stelle - vv. 85-93
Nel frattempo, lo sguardo di Dante è attratto da tre stelle luminose apparse nel cielo. Virgilio spiega che queste, ovvero le virtù teologali (fede, speranza e carità), sono salite al tramontare delle quattro stelle viste al mattino, che rappresentavano le virtù cardinali.

### Il serpente - vv. 94-108
Mentre Virgilio dà questa spiegazione, Sordello attira la sua attenzione verso "il nostro avversaro". Dal lato più aperto della valletta viene strisciando tra erba e fiori un serpente, forse proprio quello che diede a Eva il frutto proibito. Senza che Dante abbia potuto cogliere l'inizio del loro volo, gli angeli, come sparvieri celesti, muovono veloci verso il serpente, che al solo fruscio delle loro ali fugge; gli angeli subito risalgono in cielo.

### Corrado Malaspina - vv. 109-139
L'anima di Corrado Malaspina, che già prima si era accostata a Nino Visconti, continua a fissare Dante durante tutto l'assalto del serpente e la sua cacciata. Quindi, dopo avergli augurato di assecondare con la sua volontà la grazia divina che lo porta verso la salvezza, gli chiede di informarlo, se sa, di ciò che accade in Val di Magra o in Lunigiana dove egli è stato un tempo potente. Dice quindi di essere Corrado Malaspina, discendente dell'omonimo signore di Lunigiana, e aggiunge di doversi ora purificare dell'eccessivo affetto verso la propria famiglia.
Dante esclama di non aver mai visitato quella zona, ma afferma che certo essa è conosciuta in tutta Europa; continua con un vibrante elogio della fama dei Malaspina, tuttora custodita dai discendenti che si ispirano agli ideali cavallereschi della liberalità e della prodezza. Ciò è tanto più ammirevole perché esempio unico in un mondo che segue la strada sbagliata. Corrado risponde con una profezia: prima che passino sette anni Dante potrà per esperienza diretta confermare questo cortese giudizio. La profezia "post eventum" allude al fatto che Dante troverà ospitalità presso i Malaspina durante l'esilio nel 1306.

## Analisi
Come dimostra con certezza l'apostrofe al lettore dei vv.19-21, la scena rappresentata nel canto ha un valore simbolico. Essa si ripete ogni sera, in quell'ora particolare in cui più vivi sono i ricordi di ciò che si è lasciato (vv.1-6). Tutte le anime attendono l'avvenimento (vv: 23-24) in un silenzio venato di ansia; sanno che cosa sta per accadere ed è chiaro che questo, benché si ripeta ogni sera, li coinvolge sempre nel profondo. È una scena di tentazione respinta: il serpente, che rimanda con evidenza al tentatore nel Paradiso terrestre, non attacca direttamente le anime ma si limita ad impaurirle; gli angeli, a loro volta, hanno sì la spada, ma spuntata, e muovono contro il serpente senza però colpirlo: è sufficiente il loro muoversi in volo a farlo fuggire.
Si tratta dunque di una scena che ha la funzione di rammentare a queste anime, che sono in una condizione di attesa e non hanno ancora iniziato il cammino di purificazione, quanta è la potenza delle tentazioni alle quali sono state sottoposte in terra e come la liberazione da esse avvenga mediante la grazia divina rappresentata dagli angeli. Il momento della sera, nostalgico e intimo, potrebbe divenire occasione di fragilità, non nel senso che queste anime siano ancora soggette a tentazione (sono già salve), ma nel senso di trattenerle in uno stato di ricordo e di legame col mondo terreno mentre devono, al contrario, volgere sempre più lo sguardo e l'animo alla mèta che le aspetta. Tutto questo apre la strada a interpretazioni che vanno oltre il piano psicologico-morale ed investono, ad esempio, il piano dei contenuti politici della Commedia. Dato che le anime sono tutte di principi, ossia di persone investite di potere temporale,
(La Divina Commedia. Purgatorio, a cura di Emilio Pasquini e Antonio Quaglio, Milano, Garzanti, 1988)
Il tema del ricordo del mondo terreno, che attraversa tutto il Purgatorio e in particolare i primi canti, si intreccia con il tema dell'amicizia, espresso nell'incontro affettuoso tra Dante e Nino Visconti, e con quello della famiglia. I due temi, del resto, sono anticipati nei versi d'apertura del canto. Nino Visconti ricorda con qualche amarezza la moglie, passata presto a nuove nozze; Corrado Malaspina, a sua volta, esprime rammarico per aver amato troppo la sua stirpe e la sua famiglia, ovvero per aver provato orgoglio della sua nobiltà.